# Гренландський собака

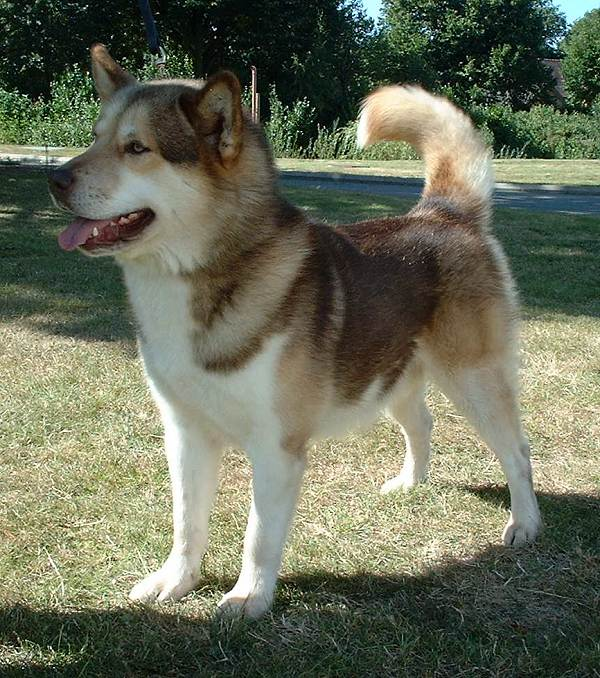
Гренландський собака

Гренла́ндський соба́ка — одна з найдавніших порід їздових собак родом із Гренландії.

## Загальні відомості
Гренландський собака у себе на батьківщині досі вважається найнадійнішим зимовим транспортним засобом. Робота в упряжці вимагає від цих собак сили, стійкості і витривалості. У гренландських собак чудово розвинені чуття і здібність до орієнтації, ці невибагливі трудівники готові беззастережно виконувати будь-яку роботу. До людини вони зовні байдужі, свою прихильність можуть проявити лише в напруженій роботі. Не можна недооцінювати також і інстинкт полювання, що досі зберігся у цих собак: у минулому їх використовували для полювання на тюленів, ведмедів і північних оленів. До сторожової служби вони не придатні.
Гренландці трохи відрізняються від ескімосів, але визнані як самостійна порода, хоча досі не припиняються суперечки про те, чи варто їх взагалі розділяти. У гренландських собак, як правило, спина довша, ніж в ескімоських, і при однаковому зрості вони важать менше. Гренландському собаці властиві багато вовчих звичок. Цілком можливо, що колись ці собаки схрещувалися з дикими вовками. В Європі і навіть в Скандинавії ця порода практично не трапляється. Гренландський собака найкраще почуває себе в зграї, де постійно існує власна субординація, яка, правда, не завжди дотримується: у спілкуванні один з одним собаки не особливо розбірливі, тому бійки між ними явище не рідке. У спілкуванні з цими собаками людині також слід постійно утримувати чільну позицію і проявляти свою волю. Цей північний собака підкоряється лише ватажкові зграї, і господар повинен зарекомендувати себе саме так. Дресирування гренландсхунда вимагає багато терпіння і послідовних дій.
Свої емоції гренландський собака передає за допомогою різних звуків: скулить, виражаючи підпорядкування, бурчить — при агресії, гавкіт свідчить про збудження, а виття — про відчуття єдності із зграєю.
Як і колись, сьогодні гренландський собака — невтомний працівник, йому постійно необхідні певні фізичні навантаження, як, наприклад, їзда в упряжці, тому роль домашнього собаки йому не личить.

## Стандарт породи гренландський собака

### Походження
Гренландія.

### Призначення
Їздовий собака.

### З історії породи
Гренландський собака — одна із старих древніх собак, починаючи з древніх часів вони використовувалися ескімосами як їздові і мисливські собаки. Відбір вироблявся головним чином по робочих якостях, силі і витривалості. Гренландський собака підходить людям, що люблять проводити час на відкритому повітрі. Вона також підходить людям, які захоплюються таким видом спорту, як їздовий спорт.

### Загальний вигляд
Сильний шпіцеподібний собака, призначений для напруженої праці їздовим собакою в арктичних умовах. Деякий розкид в розмірах допускається, якщо це не впливає на загальну гармонію і робочі якості.

### Пропорції
Тіло коротке, співвідношення висоти до довжини — 10 до 11. Суки можуть бути дещо довші.

### Поведінка/Характер
Переважаючі якості робочого гренландського собаки — розум, енергія і сміливість. Це невтомний їздовий собака. Відношення до людей доброзичливе, як сторожовий собака не годиться. При полюванні на білих ведмедів виявляється сильний мисливський інстинкт.

### Черепна частина
Череп у собаки широкий і трохи опуклий. Найширша частина — між вухами. Стоп: виражений, але не дуже різкий.

### Лицьова частина
Мочка носа велика, темна, може бути печінкового кольору у рудих собак. У зимовий період пігмент носа може знебарвлюватися, даючи так званий «зимовий» або «сніговий ніс». Морда: клиноподібної форми, широка в підстави і така, що поступово звужується до носа, але не вузька. Спинка морди — пряма і широка.  Губи: Щільно прилеглі, тонкі. Прикус/Зуби: ножицеподібний прикус. Міцні зуби і сильні щелепи. Очі: переважно темні, але можуть відповідати забарвленню, трохи криво поставлені. Вираження сміливе і відкрите. Вуха: Стоячі, невеликі, трикутні і злегка закруглені на кінцях.

### Шия
Досить коротка і дуже м'язиста.

### Корпус
Трохи довше, ніж висота в загривку, міцний і компактний. Спина: пряма. Поперек: широка. Круп: злегка похилий. Грудна клітка: широка і глибока, але не бочкоподібна.

### Хвіст
Високо посаджений, пухнастий, закинений на спину.

### Передні кінцівки
Міцні і м'язисті. При погляді спереду прямі. Плече: помірно похиле. Лікті: притиснуті до тіла, але що не заважають рухам. Зап'ястя: міцне і гнучке. Пясть: Трохи похила.

### Задні кінцівки
При погляді ззаду прямі з дуже сильною мускулатурою і помірними кутами. Стегно: міцне і м'язисте. Лапа: округла, міцна, досить велика. Подушечки міцні.

### Рухи
Гармонійний, швидкий і невпинний біг — одна з головних якостей їздового собаки.

### Шерсть
Щільна, густа, з розвиненим підшорстком і довгим, жорстким прямим остевим волосом. На голові і кінцівках шерсть коротша, на тілі щільніша і густіша.

### Забарвлення
Найрізноманітніше. Альбіноси дискваліфікуються.

### Розмір та вага
Висота в загривку: пси — 60 см і більш, суки — 50 см і більш.

### Недоліки
Будь-яке відхилення від вищеназваних пунктів повинне розглядатися як недолік, оцінка якого залежить від міри даного відхилення. Легкий кістяк, боязкість, короткі кінцівки.

### Серйозні недоліки
Довга м'яка шерсть, м'які, нестоячі вуха. Дискваліфікуючі вади: агресивність або надмірна боязкість, альбінізм, очі різного кольору, блакитні очі. N.b.: Пси повинні мати два повноцінних сіменника, повністю опущених в мошонку.